# 圣伊拉里奥-萨卡尔姆
桑特伊拉里萨卡尔姆，是西班牙加泰罗尼亚赫罗纳省的一个市镇。总面积84平方公里，总人口5036人（2001年），人口密度60人/平方公里。